# Ернст Уль
Ернст Уль (нім. Ernst Uhl; 25 грудня 1895, Зефельд — 25 січня 1976, Відень) — австро-угорський, австрійський і німецький офіцер, генерал-майор люфтваффе (30 січня 1945).

## Біографія
Син вчителя. 18 серпня 1911 року вступив в ландверне кадетське училище у Відні, 15 жовтня 1914 року — в австро-угорську армію. Учасник Першої світової війни, після завершення якої продовжив службу в австрійській армії. З 1 лютого 1935 року служив в штабі 2-ї бригади. Після аншлюсу 15 березня 1938 року автоматично перейшов у вермахт. 1 червня 1938 року був переведений в люфтваффе і призначений в 5-й відділ Генштабу Імперського міністерства авіації, звідки командував різноманітними частинами люфтваффе: 1-ю групою 257-ї бомбардувальної ескадри, 1-ю ескадрильєю 137-ї винищувальної ескадри, 1-ю ескадрильєю 27-ї розвідувальної групи, 26-м зенітним полком, вищим авіаційним училищем, великим училищем бомбардувальної авіації в Тутові, авіаційним командуванням «Австрія», винищувальною групою «Деберіц», училищем зенітної артилерії у Вустрові, імперським спортивним авіаційним училищем в Рангсдорфі і головним управлінням міністерства. З 10 листопада 1938 року — командир ескадрильї 355-ї бомбардувальної ескадри, з 1 квітня 1939 року — 1-го дивізіону 18-го зенітного полку.
З 26 серпня 1939 року — командир 802-го резервного зенітного дивізіону. 1 травня 1940 року був переведений в командування ППО Лейпцига. З вересня 1940 року — командир 181-го, з грудня — 28-го (Відень), з червня 1942 року — 131-го зенітного полку (Галле). В листопаді 1942 року разом із своїм штабом був переведений в Мессіну. З березня 1943 року — командир 17-ї зенітної бригади в Італії, з 10 жовтня — 4-ї зенітної бригади в Мюнхені, з 1 травня 1944 року — 26-ї зенітної дивізії, з липня — зенітного полігону Руст-Оггау. В листопаді 1944 року відправлений в резерв ОКЛ і більше не отримав призначення. Проти Уля було розпочате розслідування за звинуваченням у підриві військової могутності, але воно було закрите. В кінці війни був взятий в полон союзниками. 25 травня 1946 року звільнений.

## Сім'я
5 листопада 1953 року одружився з Юстиною Голленштайнер.

## Нагороди
- Хрест «За військові заслуги» (Австро-Угорщина) 3-го класу з військовою відзнакою і мечами
- Почесний знак Австрійського Червоного Хреста 2-го класу
- Військовий Хрест Карла
- Медаль «За поранення» (Австро-Угорщина) з однією смугою
- Пам'ятна військова медаль (Австрія) з мечами
- Хрест «За вислугу років» (Австрія) 2-го класу для офіцерів (25 років)
- Хрест «За військові заслуги» (Австрія) 3-го класу (10 жовтня 1937)
- Почесний хрест ветерана війни з мечами
- Медаль «За вислугу років у Вермахті» 4-го, 3-го, 2-го і 1-го класу (25 років)
- Нагрудний знак «За поранення» в чорному — заміна австро-угорської медалі «За поранення».
- Нагрудний знак зенітної артилерії люфтваффе
- Хрест Воєнних заслуг 2-го і 1-го класу з мечами
- Залізний хрест 2-го класу